# مارتن ووكر
مارتن ووكر (بالإنجليزية: Martin Walker)‏ هو ممثل بريطاني (وحمل سابقاً جنسية المملكة المتحدة لبريطانيا العظمى وأيرلندا)، ولد في 1901 في المملكة المتحدة، وتوفي في 18 سبتمبر 1955.

## وصلات خارجية
- مارتن ووكر على موقع IMDb (الإنجليزية)
- مارتن ووكر على موقع قاعدة بيانات الأفلام السويدية (السويدية)
- مارتن ووكر على موقع قاعدة بيانات الفيلم (الإنجليزية)
- مارتن ووكر على موقع كينوبويسك (الروسية)